# 愛德華·加尼爾

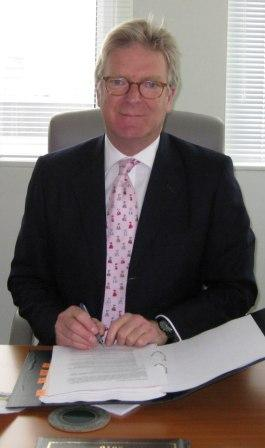

愛德華·亨利·加尼爾爵士（英語：Sir Edward Henry Garnier，1952年10月26日—），英國保守黨政治家。在參政之前他是一位律師。自1992年至2017年，他擔任哈伯勒選區選出的英國下議院議員。